# 莫雷爾維爾 (伊利諾伊州)
莫雷爾維爾（英語：Morrelville）是位於美國伊利諾伊州布朗縣的一個非建制地區。該地的面積和人口皆未知。

## 地理
莫雷爾維爾的座標為39°51′01″N 90°48′01″W / 39.85028°N 90.80028°W，而該地的平均海拔高度為209米（即686英尺）。